# Tani Oluwaseyi
Tanitoluwa Oluwatimikhin Oluwaseyi (* 15. Mai 2000 in Abuja, Nigeria) ist ein kanadisch-nigerianischer Fußballspieler.

## Karriere

### Verein
Während seiner Zeit in den USA auf dem College spielte er für St. John's Red Storm und trat im Sommer 2019 leihweise bereits für New York Pancyprian Freedoms gegen den Ball. Seine nächste Leihstation war dann von Mai bis August 2021 noch einmal der Manhattan SC. Beim MLS SuperDraft 2022 wurde er schließlich von Minnesota United gepickt. Nachdem er die Saison 2022 nur in der MLS Next Pro für die zweite Mannschaft aktiv bekam er sein MLS-Debüt gleich am 1. Spieltag der Spielrunde 2023, bei einem 1:0-Sieg über den FC Dallas, wo er zur 89. Minute für Robin Lod eingewechselt wurde. Nach einem zweiten Einsatz wurde er im April 2023 aber erst einmal weiter an den San Antonio FC verliehen, wo er bis Ende November 2023 in der USL Championship einige an Einsätzen bekam und in 25 Einsätzen 16 Tore machte. Zurück in Minnesota kommt er in der Saison 2024 nun durchgehend zu Einsätzen.

### Nationalmannschaft
Sein Debüt für die kanadische A-Nationalmannschaft hatte er am 9. Juni 2024 bei einem 0:0-Freundschaftsspiel gegen Frankreich, wo er in der 84. Minute für Ismaël Koné eingewechselt wurde. Anschließend wurde er auch für den Turnier-Kader der Mannschaft bei der Copa América 2024 nominiert.